# فرانشيسكو ستاتوتو
فرانشيسكو ستاتوتو (بالإيطالية: Francesco Statuto)‏ (13 يوليو 1971 بروما في إيطاليا - ) هو مدرب كرة قدم ولاعب كرة قدم إيطالي في مركز الوسط. شارك مع منتخب إيطاليا لكرة القدم. أما مع النوادي، فقد لعب مع نادي أودينيزي ونادي بادوفا ونادي بياتشينزا ونادي تورينو ونادي روما وكوسينزا كالشيو ونادي كاسيرتانا وCosenza Calcio 1914 ‏ وفيتربيسي 1908.

## روابط خارجية
- فرانشيسكو ستاتوتو على موقع قاعدة بيانات كرة القدم.إي يو (الإنجليزية)
- فرانشيسكو ستاتوتو على موقع ناشيونال فوتبول تيمز (الإنجليزية)
- فرانشيسكو ستاتوتو على موقع عالم كرة القدم.نت (الإنجليزية)